# 934 до н. е.

## Події
Початок царюваня Ашшур-дана II, асирійського правителя.

### Астрономічні явища
- 18 лютого. Повне сонячне затемнення.[1]
- 14 серпня. Часткове сонячне затемнення.[1]